# Milko Gjurovski
Milko Ǵurovski (tudi Milko Gjurovski ali Milko Đurovski, makedonsko Милко Ѓуровски), makedonski nogometaš in trener, * 26. januar 1963, Tetovo, Jugoslavija.
Je nekdanji trener slovenskih moštev NK Nafta in NK Maribor.